# نهر سلاني
نهر سلاني أو نهر الموت (بالأيرلندية: Abhainn na Sláine) هو نهر كبير في جنوب شرق أيرلندا. يرتفع على جبل لاغناكويلا في جبال ويكلو الغربية ويتدفق غربًا ثم جنوبًا عبر المقاطعات ويكلاو وكارلو ووكسفورد لمسافة 117.5 كم (73 ميل)،  قبل دخول قناة سانت جورج في البحر الأيرلندي في مدينة ويكسفورد. مصب سلاني واسع وضحل ويعرف باسم ميناء ويكسفورد. وتبلغ مساحة حوض نهر سلاني 1,762 كم 2.  متوسط معدل التدفق على المدى الطويل لنهر سلاني هو 37.4 متر مكعب في الثانية (م 3 / ث) 
تشمل المدن التي تمر بها سلاني ستراتفورد أون سلاني، وبالتينغلاس، وتولو، وبنكلودي، وإينيسكورثي، ويكسفورد. على مجرى النهر البالغ طوله 117 كيلومترًا، يعبره 32 جسر للطرق وجسرواحد لسكة الحديد. 

## الحيوانات البرية
يمكن العثور على حياة برية متنوعة ووفيرة في ضواحي النهر. في ويكلو، يمكن رؤية قطعان الغزلان، وكذلك البجعات والغطاسات والبط البري والبلشون و رفرافيات. عند الغسق، يمكن رؤية الخفافيش والبوم وثعالب الماء، بينما تفضل النوارس ذات الرؤوس السوداء والطيطوي أحمر الساق وصائد المحار طين المصب الأسود.  يمكن رؤية البلقشة النادرة على سلاني في كيلدافين. في الموسم، سمك السلمون والسلمون المرقط وسمك الكراكي وصيد. 

## التاريخ
وصفت جغرافية بطليموس (القرن الثاني بعد الميلاد) نهرًا يسمى" calledοδοννος Modonnos، سهل طيني) والذي ربما يكون قد أشار إلى نهر سلاني، على الرغم من أن الرأي العلمي لا يزال منقسمًا حول هذه المسألة. 

## روافد
تشمل روافد سلاني نهر الدرين ونهر ديري ونهر كلودي ونهر بان ونهر أورين ونهر بورو ونهر سو.

## روابط خارجية
- نهر سلاني: البيئة تحت التهديد
- معلومات عن صيد سمك السلمون على سلاني من موقع الويب Salmon Ireland